# Coryphella rutila
Coryphella rutila är en snäckart. Coryphella rutila ingår i släktet Coryphella och familjen Flabellinidae. Inga underarter finns listade i Catalogue of Life.